# Psitteuteles
Psitteuteles is een monotypisch geslacht van vogels uit de familie Psittaculidae (papegaaien van de Oude Wereld) en de groep van de lori's. De enige soort:
- Psitteuteles versicolor  – Veelkleurige lori